# Emma Samuelsson Wertsén
Pour les articles homonymes, voir Samuelsson.
Emma Katinka Renée Samuelsson Wertsén (née le 17 octobre 1988 à Åsa, Kungsbacka) est une escrimeuse suédoise et pratiquant l'épée.
No 1 mondiale chez les juniors en 2006, elle remporte en 2007 le championnat du monde juniors à Belek et se classe deuxième aux championnats d'Europe d'escrime senior la même année.

## Carrière
Elle obtient une 8e place aux Jeux olympiques d'été de 2008 à Pékin après sa défaite en quarts-de-finale contre Britta Heidemann, qui gagnera ensuite la médaille d'or.
En 2012, elle remporte le Challenge International de Saint-Maur, une épreuve de la Coupe du monde d'escrime. Éliminée par Laura Flessel-Colovic en demi-finales du tournoi qualificatif de la zone Europe à Bratislava, elle n'est pas qualifiée pour les Jeux olympiques d'été de 2012 à Londres.
Son meilleur classement de la Fédération internationale d'escrime en sénior est une 18e place en 2015 ; elle est également en tête du classement junior en 2007.

## Palmarès

### Sénior
- Championnats du monde
  -  Médaille d'argent en individuel aux championnats du monde 2015 à Moscou
- Épreuves de coupe du monde
  -  Médaille d'argent au Challenge International de Saint-Maur sur la saison 2011-2012
  -  Médaille de bronze au Challenge International de Saint-Maur sur la saison 2012-2013
- Championnats d'Europe
  -  Médaille d'argent en individuel aux championnats d'Europe 2007 à Gand

### Junior
- Championnats du monde
  -  Médaille d'or aux championnats du monde 2007 à Belek
  -  Médaille de bronze aux championnats du monde 2006 à Taebaek

## Classement en fin de saison
| Année | 2003 | 2004 | 2006 | 2007 | 2008 | 2009 | 2010 | 2011 | 2012 | 2013 | 2014 | 2015 | 2016 |
| ----- | ---- | ---- | ---- | ---- | ---- | ---- | ---- | ---- | ---- | ---- | ---- | ---- | ---- |
| Rang  | 192  | 203  | 118  | 43   | 33   | 24   | 21   | 38   | 29   | 27   | 48   | 18   | 48   |